# Sztaro Baldovci
Sztaro Baldovci (macedónul: Старо Балдовци) település Észak-Macedóniában, a Délkeleti körzet Boszilovói járásában.

## Népesség
2002-ben 269 lakosa volt, akik közül 124 török, 116 macedón, és 24 egyéb.